# تين الهند

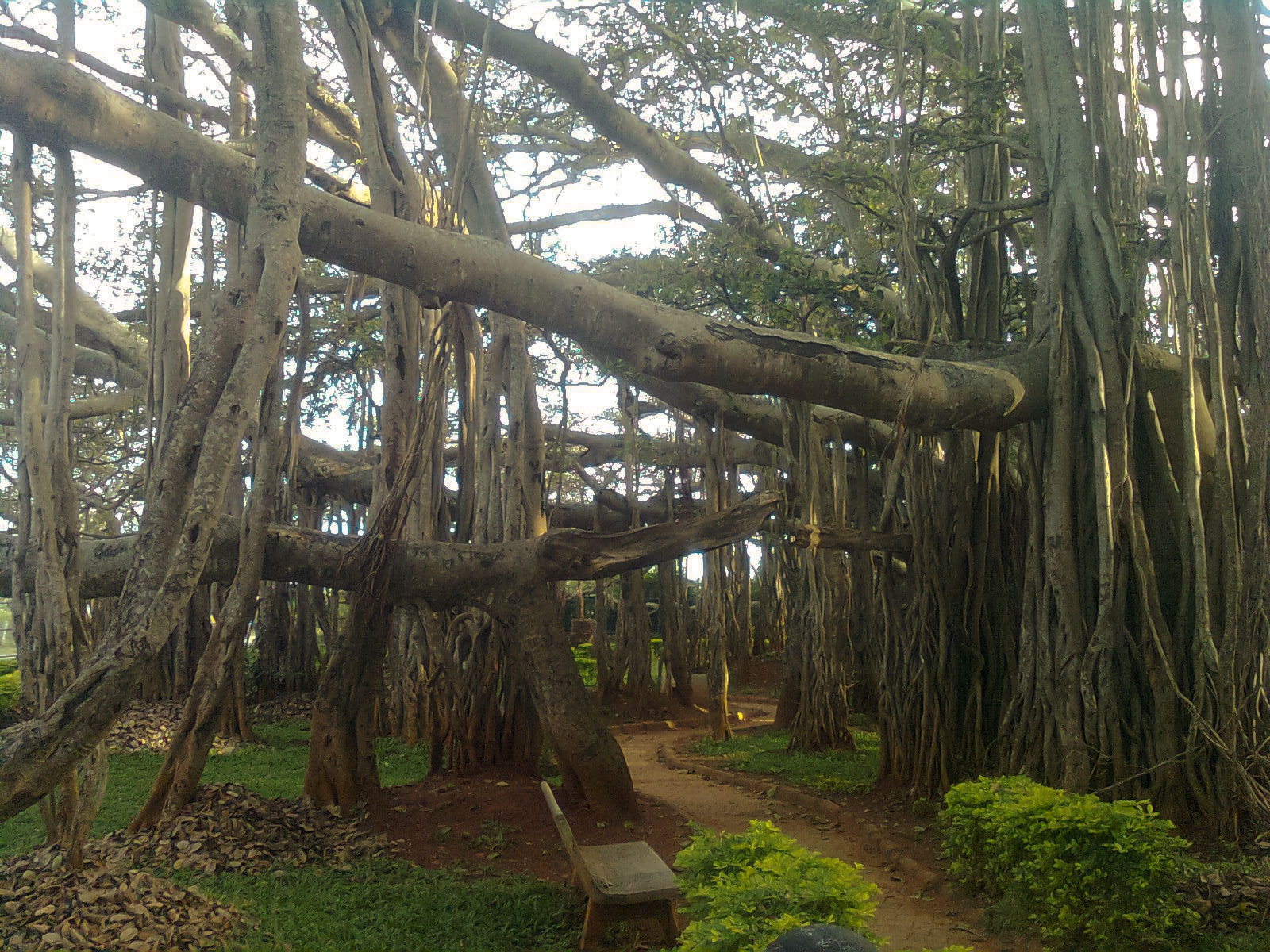
تين الهند.

تين الهند أو تين البنغال أو الأثْأب، شجر من جنس تين. موطنه بلدان آسيا الاستوائية.